# Holomelina erytrina
Holomelina erytrina là một loài bướm đêm thuộc phân họ Arctiinae, họ Erebidae.